# Potik, Rohatîn
Potik (în ucraineană Потік) este localitatea de reședință a comunei Potik din raionul Rohatîn, regiunea Ivano-Frankivsk, Ucraina.

## Demografie
Componența lingvistică a localității Potik
     Ucraineană (99,86%)
     Alte limbi (0,14%)
Conform recensământului din 2001, majoritatea populației localității Potik era vorbitoare de ucraineană (99,86%), existând în minoritate și vorbitori de alte limbi.